# 찰스 허큘리스 그린
찰스 허큘리스 그린(Charles Hercules Green, 1919년 12월 26일 ~ 1950년 11월 1일)은 오스트레일리아의 군인이다. 제2차 세계 대전 때 대대장을 역임했고, 그 후 한국 전쟁 중에 왕립 오스트레일리아 연대 제3대대를 지휘하던 중 전사했다. 그는 오스트레일리아 제2제국군(2nd AIF, Second Australian Imperial Force)에서 최연소 대대 지휘관이었으며, 오스트레일리아 육군의 우수한 부대 지휘관 중 한 명으로 평판이 높았다.

## 어린 시절
1919년 12월 26일 오스트레일리아 뉴사우스웨일스주 그래프턴에서 태어난 찰스 그린은 허큘리스 존 그린(Hercules John Green)과 베르타 드 빌(Bertha de Ville)의 세 아이 중 둘째였고 스완 크릭에서 자랐다. 그는 스완 크릭 공립학교와 그렉튼 고등학교에 다녔다. 1933년, 그는 그의 아버지를 위해 가족 낙농장에서 일하기 시작했다. 이 기간 동안 그는 잡역일로 쟁기질을 하고 도로 건설에 착수했다. 그는 또한 크리켓 선수와 승마 기수로 제법 유명했다. 1936년 10월 28일, 16세의 나이로, 그는 시간제 지역 민병대 부대인 41대대에 입대했다. 1938년까지 그는 병장으로 진급했고, 그 후 1939년 3월에 소위로 임관하였다.

## 제2차 세계 대전
제2차 세계 대전이 발발하자 그린은 해외 복무에 자원했고 1939년 10월 13일 2차 AIF(Australian Imperial Forces)의 장병이 되었다. 그는 2/2대대에 배치되었다. 이 대대는 전쟁이 발발했을 때 처음 전투한 부대 중 하나로 제6사단에 배속되었던 제16여단의 일부를 구성했다. 2/2대대는 1940년 2월 중동에 배치되었다. 그러나 사고로 부상당한 그린은 1940년 12월부터 1941년 1월까지 북아프리카 전역에서 발생한 6사단의 첫 번째 전투 작전에 참가하지 못했다. 3월에는 대위로 진급했고 그 다음 달에는 부대가 독일 침공을 격퇴하기 위해 그리스에 파견되었다. 4월 18일 파인리오스 협곡 전투에서 영국군과 영연방군은 순식간에 독일군 대병력에 압도당했고, 5월 23일 에게해 섬들과 터키를 거쳐 팔레스타인으로 위험한 여정을 수행함으로써 독일군에게 포로로 잡히는 것을 피했다.
그리스에 있는 동안 그린의 존재는 그의 지휘하에 있는 군인들과 연결할 수 있고, 그의 능력은 그를 의심할 여지 없이 따르는 그의 부하들에게 사랑받았다. 이것은 그의 동료들에 의해 알려졌고, 빠른 진급의 바탕이 되었다. 팔레스타인에서의 재정비 이후 그린의 대대는 시리아와 실론에서 수비 임무를 수행하기 위해 파견되었고, 1942년 8월에 마침내 호주로 돌아왔다. 2/2대대가 뉴기니로 보내졌을 때, 실론에 있는 동안 그는 발을 다치고 장티푸스에 걸린 후, 그린은 다시 그들과 합류할 수 없었다. 9월에 소령으로 사실상 승진된 그는 12월에 퀸즐랜드 사우스포트에 있는 제1군 주니어 전술학교의 교관으로 임명되었다. 그는 1943년 1월 30일 뉴사우스웨일스 울마르라 성 바울의 성공회 교회에서 에드나 올윈 워너(Edna Olwyn Warner)와 결혼했다.
1943년과 1944년 동안, 그린은 육군본부 전술학교에 배치되었고, 그곳에서 그는 고위 장교들의 전술 과정을 수행하기 전에 다른 교관직을 맡았다. 1944년 12월, 제6사단이 미군으로부터 그 지역에 대한 책임을 인수함에 따라, 뉴기니의 아이타페(Aitape)에 배치되었다. 1945년 3월 9일 그린은 임시 중령으로 승격되어 제2/11대대대의 지휘권을 부여받았다. 겨우 25세의 나이에 그는 전쟁 중 가장 어린 오스트레일리아 대대 지휘관이었다. 이 대대는 1945년 웨와크(Wewak) 공격과 보람(Boram) 주변 작전에 참여했다. 형세가 어려웠고, 전투 초기에는 보급선이 끊임없이 일본군에 의해 습격 당해 식량배급과 생활의 편안함이 곤란해졌다. 그 후 대대는 상당한 사상자를 냈지만 그린은 여전히 사기와 전투능력을 유지하는데 성공하여 전투 기간 동안 부대에 할당 된 모든 목표를 달성했다. 그 결과, 그는 나중에 Distinguished Service Order를 수상했다.

## 제2차 세계 대전 이후
1945년 11월 23일 제2제국군에서 제대한 후, 그린은 예비군 장교 목록에 올랐다. 그는 그래프턴(Grafton)으로 돌아와 생산자 조합 유통 협회에서 일했고 회계학을 공부했다. 이 기간 동안 그와 그의 아내는 딸 앤시아(Anthea)를 낳았다. 1948년 4월 호주의 시간제 지역 민병대가 C.M.F.(Citizens Military Forces)로 재조정되었을 때, 그린은 지휘관으로 복무하면서 41대대로 돌아왔다. 그린은 정규군의 설립과 함께 1949년 1월 6일 상근군으로 복귀했다. 1950년 포트 퀸즈클리프(Fort Queenscliff)의 참모 대학(Staff College)에 입학했다.

## 한국 전쟁

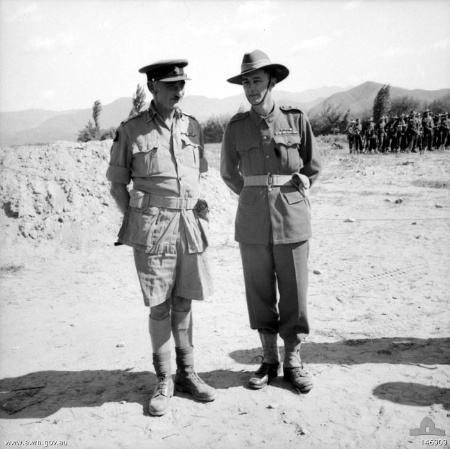
그린(오른쪽)과 영연방 제27보병여단장 바질 코드 준장. 1950년 9월 28일 대한민국 대구.

왕립 오스트레일리아 연대(3 RAR)가 한국 전쟁에 참전한 후, 그린은 1950년 9월에 제3대대 지휘관으로 임명되어 참모 대학을 떠났다.  일본에서 단 2주 만에 훈련을 마친 대대는 한국에 보내져 영연방 제27여단의 일부가 되었다. 영유, 구진(평안남도 박천군 일대), 정주(평안북도 정주) 전투에서 탁월하게 대대를 지휘하며 조선인민군과 교전한 그린은 1950년 10월 30일 전투를 마치고 제3대대가 주둔한 정주의 텐트에서 잠시 쉬고 있었는데 중국인민지원군 포병이 쏜 포탄이 나무를 맞히고 그 파편이 텐트를 뚫고 들어와 복부를 관통하는 중상을 입었다. 그는 치료를 위해 다음날 안주에 있는 미군 이동외과병원으로 급히 후송되었지만 죽음을 피할 수 없었다. 그는 한국 부산 유엔묘지에 안장되었고 1951년에 미국 은성훈장을 죽은 뒤에 받았다. 그린의 부인 올윈(Olwyn)은 홀로 딸을 키우며 살다가, 1993년에 발간되어 2010년에 재발행된 "The Name's Still Charlie(아직도 그대 이름은 찰리)"라는 그린의 전기를 썼다.

## 참고 문헌
- Barter, Margaret (1996). 〈Green, Charles Hercules (1919–1950)〉. 《Australian Dictionary of Biography》. Volume 14. Melbourne: Melbourne University Press. 313–314쪽. ISBN 0-522-84717-X.
- Butler, David; Argent, Alf; Shelton, Jim (2002). 《The Fight Leaders: Australian Battlefield Leadership: Green, Hassett and Ferguson 3RAR – Korea》. Loftus: Australian Military Historical Publications. ISBN 1-876439-56-4.
- Grey, Jeffrey (2008). 《A Military History of Australia》 3판. Melbourne, Victoria: Cambridge University Press. ISBN 978-0-521-69791-0.
- Horner, David; Bou, Jean, 편집. (2008). 《Duty First: A History of the Royal Australian Regiment》 2판. Crows Nest, New South Wales: Allen & Unwin. ISBN 978-1-74175-374-5.
- Keogh, Eustace (1965). 《South West Pacific 1941–45》. Melbourne, Victoria: Grayflower Publications. OCLC 7185705.
- Odgers, George (2009). 《Remembering Korea: Australians in the War of 1950–53》. Chatswood, New South Wales: New Holland Publishers (Australia). ISBN 978-1-74110-807-1.